# Mötley Crüe (Album)
Mötley Crüe ist das sechste Studioalbum der amerikanischen Glam-Metal-Band Mötley Crüe und wurde am 15. März 1994 veröffentlicht. Es ist das einzige Album der Gruppe, auf dem der Sänger Vince Neil nicht zu hören ist.

## Hintergrund
Nach dem Erfolg des Albums Dr. Feelgood von 1989 und dem 1991 erschienenen Decade of Decadence trafen sich 1992 Nikki Sixx, Vince Neil, Tommy Lee und Mick Mars wieder im Studio. Nach einer Meinungsverschiedenheit zwischen Neil und Sixx verließ der Sänger Neil die Band und wurde durch den Sänger und Gitarristen John Corabi ersetzt. Im Vorfeld hatte die Rockband einen mit 25 Millionen Dollar dotierten Vertrag bei der Plattenfirma Elektra Records unterschrieben, die bereits ihre vorangegangenen Alben veröffentlicht hatte. Durch den plötzlichen Ausstieg von Sänger Vince Neil war der Vertrag in seinem Inhalt gefährdet und damit die weitere Karriere von Mötley Crüe im Musikgeschäft, deren Erfolgskurve bislang stetig nach oben gezeigt hatte.
Ursprünglicher Arbeitstitel des Albums war Til Death Do Us Part gewesen, den sich der neue Sänger John Corabi, den die anderen Mötley-Crüe-Mitglieder bei seinem Spitznamen Crab riefen, sogar als Tätowierung stechen ließ, worüber sich Sänger Corabi im Nachhinein ärgerte, als das Album nach Fertigstellung schlicht nach dem Bandnamen betitelt wurde. Mit dem Zugang Corabis veränderte sich die musikalische und textliche Richtung der Band von eingängigen musikalischen in komplexe, ausladend arrangierte Stücke, die eine aggressiv düstere Atmosphäre vermitteln. Im Vergleich zu seinem Vorgänger Vince Neil, der hell, hoch und sauber singt, besitzt John Corabi dagegen ein dunkles und raues Gesangsorgan. Vor allem Schlagzeuger Tommy Lee war von der ausdrucksstarken Stimme von John Corabi bereits während der ersten gemeinsamen Probe hellauf begeistert. Die Band nahm die Titel zum Album erstmals gemeinsam auf und verarbeitete lyrisch persönliche Themen wie auch Faschismus oder die Stereotypisierung. In dem Lied Uncle Jack ließ Corabi die Erfahrung einfließen, dass sein Onkel die Geschwister des Sängers missbraucht hatte. Darüber hinaus setzen sich die Songtexte mit dem Thema Zensur in der Musik und den Bürgerunruhen in Los Angeles nach dem Rodney-King-Gerichtsurteil im April 1992 auseinander. Das Album entspricht weniger dem bis dahin gewohnten Glam Metal der Band, sondern eher dem, mit einem Schuss Zeitgeist gewürztem, klassischen Hard Rock. Während der Entstehung des Albums zwischen 1991 und 1994 lag die neu entstandene Stilrichtung des Grunge im Trend, mit kommerziell erfolgreichen Genre-Vertretern wie Nirvana, Pearl Jam, Soundgarden und Alice in Chains, wodurch der traditionelle Glam-Metal der 1980er Jahre in der öffentlichen Wahrnehmung verdrängt wurde. Tommy Lee fand die jüngeren Bands, die in dieser Phase in der Rock-Szene auftauchten und deutlich härter klangen als Mötley Crüe, aufregend und für das eigene musikalische Schaffen inspirierend, zum Beispiel Pantera und Prong.
Musikalisch zeichnet sich das Album durch exzellentes, sehr traditionelles Solo-Spiel, präzise Rhythmus-Gitarren von Mick Mars, sowie komplexe, vertrackte und solide Beats des Schlagzeugers Tommy Lees aus. Hinzu kommt der kraftvolle Bass von Nikki Sixx. Laut dem Autor von Vampster.com, Oliver Loffhagen, gehört die orchesterartige Ballade Misunderstood zu den besten Stücken, die die Band je aufgenommen habe. Im beiliegenden Booklet der ersten gepressten Auflage des Albums war ein Foto abgedruckt, auf dem Bassist Nikki Sixx neben einer Sonnenbrille eine dunkle Uniform mit Hakenkreuz-Armbinde, Reichsadler- und SS-Abzeichen trägt. Als die Plattenfirma dieses heikle Foto im Booklet entdeckte, ließ sie 500.000 CD-Booklets einstampfen. Für den Nachdruck neuer Booklets wurden die NS-Symbole auf dem Nikki-Sixx-Foto retuschiert. In der 2002 in deutscher Sprache erschienenen Autobiographie The Dirt von Mötley Crüe ist das betreffende Original-Foto unzensiert und in Farbe enthalten. Mit dieser Provokation wollte Sixx zum Ausdruck bringen, dass man Menschen nicht aufgrund eines ersten Eindrucks beurteilen und eigene Vorurteile hinterfragen sollte. Denn in früheren Kulturen sei das Hakenkreuz, das die Nazis im Dritten Reich für ihre menschenverachtende Ideologie missbrauchten, ein Friedenssymbol gewesen. Mit dem Thema Missverständnisse beschäftigt sich ebenso der Song Misunderstood. Die Tour, deren Bühnenkulisse ebenfalls das offensive Kokettieren mit Hakenkreuzen beinhaltete, musste allerdings wegen ausbleibender Konzertbesucher bereits nach einigen Konzerten abgebrochen werden. Für das Auftaktkonzert der Tournee, die keine pyrotechnischen Effekte und kein fliegendes Schlagzeugpodest enthielt, am 9. Juni 1994 im Community Center in Tucson, Arizona, verkauften sich nur 4.000 der 15.000 Eintrittskarten. Lediglich beim Konzert am 15. Juni 1994 in Mexiko-Stadt im Palacio de los Deportes traten Mötley Crüe vor 20.000 Besuchern auf. Ansonsten spielte die Rockband bei den restlichen Konzerten vor zwischen 1.600 und 50 Besuchern, so dass die Auftritte in kleinere Hallen und Musikclubs verlegt werden mussten. Um die gebuchte Tournee zu retten, investierten Nikki Sixx und Tommy Lee zur Kostendeckung jeweils 75.000 Dollar aus ihrem Privatvermögen, außerdem verzichtete Sänger John Corabi komplett auf seine Gage von 10.000 Dollar pro Woche. Dennoch wurde die Tournee vorzeitig beendet. Die Gründe für das Scheitern von Album und Tournee sind vielfältig, einerseits waren Mötley Crüe, die für melodischen Glam-Metal der 1980er Jahre standen, nicht mehr gefragt, andererseits hatte sich in der Geschäftsführung ihrer Plattenfirma ein personeller Wechsel vollzogen, wodurch die Crüe nur noch wenig Unterstützung und Promotion seitens des Labels erfuhr.
Das im Jahr 2003 erschienene Re-Release enthält drei zusätzliche Stücke, die bis dahin unveröffentlicht oder nur schwer erhältlich waren. Hypnotized und Livin’ in the Know  waren bis dahin unveröffentlichte Stücke, Babykills wurde ursprünglich 1994 auf der EP Quaternary veröffentlicht.

## Titelliste
| Nr. | Titel                | Anmerkungen                                                                    | Zeit |
| --- | -------------------- | ------------------------------------------------------------------------------ | ---- |
| 1.  | Power to the Music   |                                                                                | 5:12 |
| 2.  | Uncle Jack           |                                                                                | 5:28 |
| 3.  | Hooligan's Holiday   |                                                                                | 5:51 |
| 4.  | Misunderstood        |                                                                                | 6:53 |
| 5.  | Loveshine            |                                                                                | 2:36 |
| 6.  | Poison Apples        | zusammen mit Bob Rock                                                          | 3:40 |
| 7.  | Hammered             |                                                                                | 5:15 |
| 8.  | Til Death Do Us Part |                                                                                | 6:03 |
| 9.  | Welcome to the Numb  |                                                                                | 5:18 |
| 10. | Smoke the Sky        |                                                                                | 3:36 |
| 11. | Droppin' Like Flies  |                                                                                | 6:26 |
| 12. | Driftaway            |                                                                                | 4:05 |
| 10. | Hypnotized           | erst mit dem Re-Release 2003 veröffentlicht                                    | 5:30 |
| 11. | Babykills            | auf dem Re-Release 2003 (ursprünglich 1994 erschienen auf der EP „Quaternary“) | 5:26 |
| 12. | Livin' In The Know   | erst mit dem Re-Release 2003 veröffentlicht                                    | 4:23 |

## Erfolg
Das Album erreichte Platz 7 der Billboard Charts und war damit ein relativer Flop in der Bandgeschichte, da die Vorgänger besser in den Charts abschnitten.
Es erschienen im gleichen Jahr zwei Singles aus dem Album. Die Singles Hooligan's Holiday und Misunderstood, die sich allerdings mit den Plätzen 10 und 24 nur in den Charts des „Mainstream Rock“ platzieren konnten.